# Општина Мозачени (Арђеш)
Мозачени (рум. Mozăceni) општина је у Румунији у округу Арђеш.
Oпштина се налази на надморској висини од 167 m.